# Campionato cinese di pallavolo femminile
Il campionato cinese di pallavolo femminile è un insieme di tornei pallavolistici per squadre di club cinesi, istituiti dalla federazione pallavolistica della Cina.

## Struttura
- Campionati nazionali professionistici:

Chinese Volleyball Super League: a girone unico, partecipano quattordici squadre.
- Campionati nazionali non professionistici:

Chinese Volleyball League B: a girone unico, partecipano sei squadre.
- Campionati regionali non professionistici.